# Клауд, Наташа
Наташа Клауд (англ. Natasha Cloud; род. 22 февраля 1992 года, Брумолл, штат Пенсильвания, США) — американская профессиональная баскетболистка, которая выступает в команде женской национальной баскетбольной ассоциации «Нью-Йорк Либерти». Была выбрана на драфте ВНБА 2015 года во втором раунде под общим пятнадцатым номером командой «Вашингтон Мистикс». Играет на позиции разыгрывающего защитника.

## Ранние годы
Наташа родилась 22 февраля 1992 года в статистически обособленной местности Брумолл, штат Пенсильвания, округ Делавэр, в семье Эмиля и Шэрон Клауд, училась в соседнем тауншипе Спрингфилд в средней школе имени кардинала Джона Фрэнсиса О’Хары, в которой выступала за местную баскетбольную команду.